# 2890 Vilyujsk
2890 Vilyujsk este un asteroid din centura principală, descoperit pe 26 septembrie 1978 de Liudmila Juravliova.